# Полулунный ботропс

Bothrops alternatus, известный под общими названиями полулунный ботропс или уруту среди прочих, является очень ядовитой американской копьеголовой змеей, обитающим в Южной Америке (Бразилия, Парагвай и Аргентина). В пределах своего ареала он является важной причиной укусов змей. Видовое название alternatus, что в переводе с латыни означает «чередующийся», по-видимому, относится к лунным отметинам вдоль тела.